# Grammostola actaeon
Grammostola actaeon é uma espécie de aranha pertencente à família Theraphosidae (tarântulas).
- Nome Popular: Brazilian Redrump.
- Ocorrência: Brasil (Sul e SP) e Uruguai.
- Longevidade: As fêmeas podem passar dos 20 anos e os machos 5 anos de idade.

## Outros
Lista das espécies de Theraphosidae (Lista completa das Tarântulas.)